# Domján Elek
Szentgyörgyvölgyi Domján Elek (Vásárosfalu, 1869. október 30. – Nyíregyháza, 1938. október 24.) a Tiszai evangélikus egyházkerület püspöke 1937-től a következő évben bekövetkezett haláláig.

## Életútja
A gimnáziumot Sopronban végezte, ahol teológiát is hallgatott. 1891-ben külföldre ment és két évet Tübingenben töltött. Hazatérte után káplán lett Miskolcon, 1897-ben lelkész lett Fancsalon, ahonnan 1907-ben Sátoraljaújhelyre választották meg. 1926-ban teológiai doktorságot szerzett Debrecenben. A tiszavidéki egyházmegye 1921-ben esperesévé, a tiszai egyházkerület 1937-ben püspökévé tette. Ez évtől fogva Nyíregyházán lelkészkedett.

## Művei
- A vallásügy a szécsényi országgyűlésen 1705-ben (Ev. Őrálló, 1905.).
- Az áldozati cultus. (Debrecen, 1926.)
- Magyarra fordította II. Rákóczi Ferenc önéletrajzát (1903.)